# Asparagina sintetase
Asparagina sintetase (ou aspartato-amônia ligase) é uma enzima principalmente citoplasmática que gera asparagina de aspartato. Essa reação de amidação é semelhante àquela promovida por glutamina sintetase.  A enzima é onipresente em sua distribuição em órgãos de mamíferos, mas a expressão basal é relativamente baixa em outros tecidos além do pâncreas exócrino.